# 王茜 (陕西)
王茜（1966年—），陕西西安人，汉族，中华人民共和国政治人物、第十一届全国人民代表大会陕西地区代表。

## 生平
毕业于西安交通大学管理学专业。担任陕西省工商联副主席。2008年起担任全国人大代表。